# Marcel Zamora Pérez
Marcel Zamora Pérez né le 20 mars 1978 à Barcelone, est un triathlète professionnel espagnol. Il est quintuple vainqueur de l'Ironman France à Nice, sextuple  vainqueur de l'Embrunman et détenteur du record du nombre de victoires des deux épreuves internationales.

## Biographie

### Jeunesse
Marcel Zamora Pérez pratique le sport dès son plus jeune âge en suivant les incitations de ses parents et de son frère qui consacrent leurs loisirs à des activités sportives. Il prend la décision de s'orienter vers le duathlon et le triathlon et intègre en amateur en 1996, le club Dream team sera Triatló dirigé par celui qu'il considère comme son « père sportif », le père Bossa. Ce dernier reste son entraineur jusqu'en 2005. Il fait le choix de devenir professionnel et participe alors à son premier Ironman.

### Carrière en triathlon
Marcel Zamora Pérez se spécialise dès 2005 sur les courses longues distances, il remporte deux fois l'Ironman 70.3 de Monaco en  2006 et 2007, le Natureman en 2012, l'Extreme Man Getxo en 2013, l'Extreme Man Salou en 2014 et trois fois l'Oravaman en 2014, 2015 et 2016.
En 2016, il a franchi depuis son début de carrière, la ligne d'arrivée de 25 Ironmans dont 11 victorieusement. Il remporte cinq fois consécutivement l'Ironman France à Nice entre 2006 et 2010 et établit un record. 
Lors de la  34e édition  de l'Embrunman en 2017, il marque l'histoire de l'épreuve en remportant une nouvelle victoire. Avec cette sixième réalisation, il devient l'homme le plus titré sur l'épreuve mythique de triathlon et bat le record qu'il partage jusqu'alors, avec le Français Yves Cordier quintuple vainqueur. Il s'impose dès le départ de la partie vélo après une natation dans le peloton de tête, creusant des écarts jamais comblés par ses concurrents. Il passe la ligne d'arrivée dans l'émotion à l'issue d'un marathon solide et annonce sa dernière participation à cette compétition sur cette ultime et prestigieuse victoire,.

### Vie privée
Il vit avec sa famille à Banyoles en Catalogne, là où il a grandi.

## Palmarès
Le tableau présente les résultats les plus significatifs (podium) obtenus sur le circuit international de triathlon depuis 2005,.
| Année | Compétition                                      | Pays    | Position      | Temps           |
| ----- | ------------------------------------------------ | ------- | ------------- | --------------- |
| 2017  | Embrunman                                        | France  | Médaille d'or | 9 h 43 min 13 s |
| 2014  | Embrunman                                        | France  | Médaille d'or | 10 h 2 min 32 s |
| 2014  | Ironman Brésil                                   | Brésil  |               | 8 h 23 min 20 s |
| 2013  | Embrunman                                        | France  | Médaille d'or | 9 h 49 min 20 s |
| 2012  | Embrunman                                        | France  | Médaille d'or | 9 h 39 min 23 s |
| 2011  | Ironman France                                   | France  |               | 8 h 40 min 55 s |
| 2011  | TriStar Malorca                                  | Espagne |               | 3 h 40 min 56 s |
| 2010  | Ironman France                                   | France  | Médaille d'or | 8 h 25 min 28 s |
| 2010  | Embrunman                                        | France  | Médaille d'or | 9 h 38 min 46 s |
| 2010  | Ironman 70.3 Taïwan                              | Taïwan  |               | 4 h 11 min 10 s |
| 2009  | Ironman France                                   | France  |               | 8 h 30 min 6 s  |
| 2009  | Embrunman                                        | France  |               | 9 h 39 min 45 s |
| 2009  | Challenge Barcelone                              | Espagne |               | 8 h 15 min 37 s |
| 2009  | TriStar200 Andalucía                             | Espagne |               | 6 h 12 min 31 s |
| 2008  | Ironman France                                   | France  |               | 8 h 34 min 3 s  |
| 2008  | Embrunman                                        | France  |               | 9 h 48 min 58 s |
| 2007  | Ironman France                                   | France  |               | 8 h 38 min 45 s |
| 2007  | Ironman 70.3 Monaco                              | Monaco  |               | 4 h 14 min 14 s |
| 2006  | Ironman France                                   | France  |               | 8 h 33 min 56 s |
| 2006  | Ironman 70.3 Monaco                              | Monaco  |               | 4 h 12 min 14 s |
| 2005  | Championnat du monde de duathlon longue distance | Italie  |               | 3 h 44 min 46 s |
| 2005  | Ironman France                                   | France  |               | 8 h 50 min 50 s |

## Voir Aussi